# پنجره رز

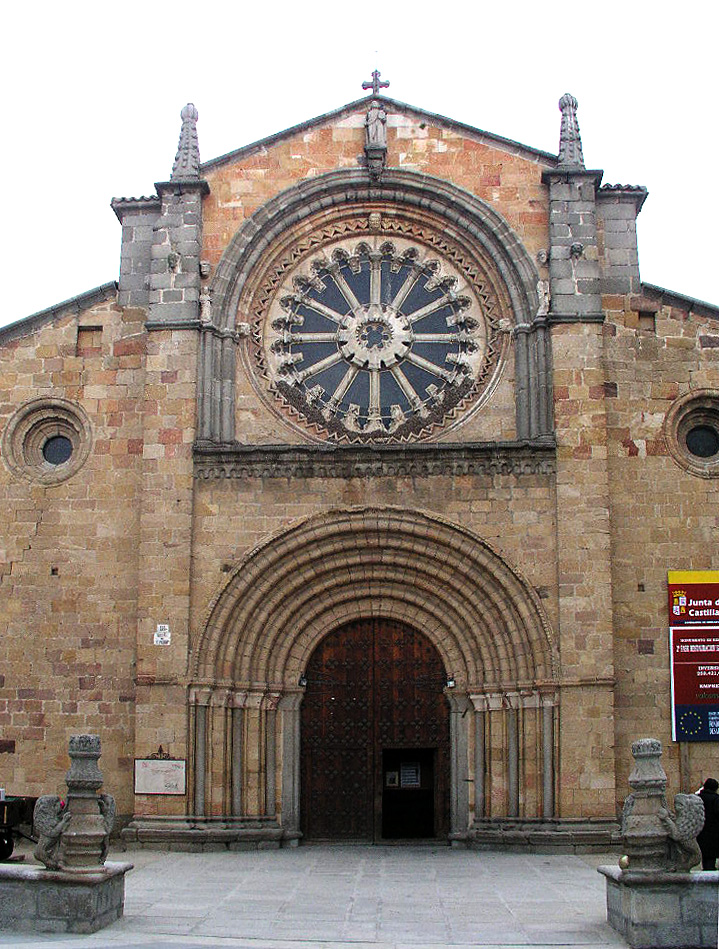
پنجره کاترینی از کلیسایی در آبیلا (اسپانیا)، سان پدرو

پنجرهٔ رُز یا پنجرهٔ کاترین یک اصطلاح عمومی برای پنجره‌های مدور که اغلب در کلیساها و در معماری گوتیک به کار برده می‌شد، می‌باشد. نام این پنجره برگرفته از گل رُز می‌باشد.

### پنجره‌های کاترینی که شیشه‌های آن مزین (رنگ‌آمیزی) شده

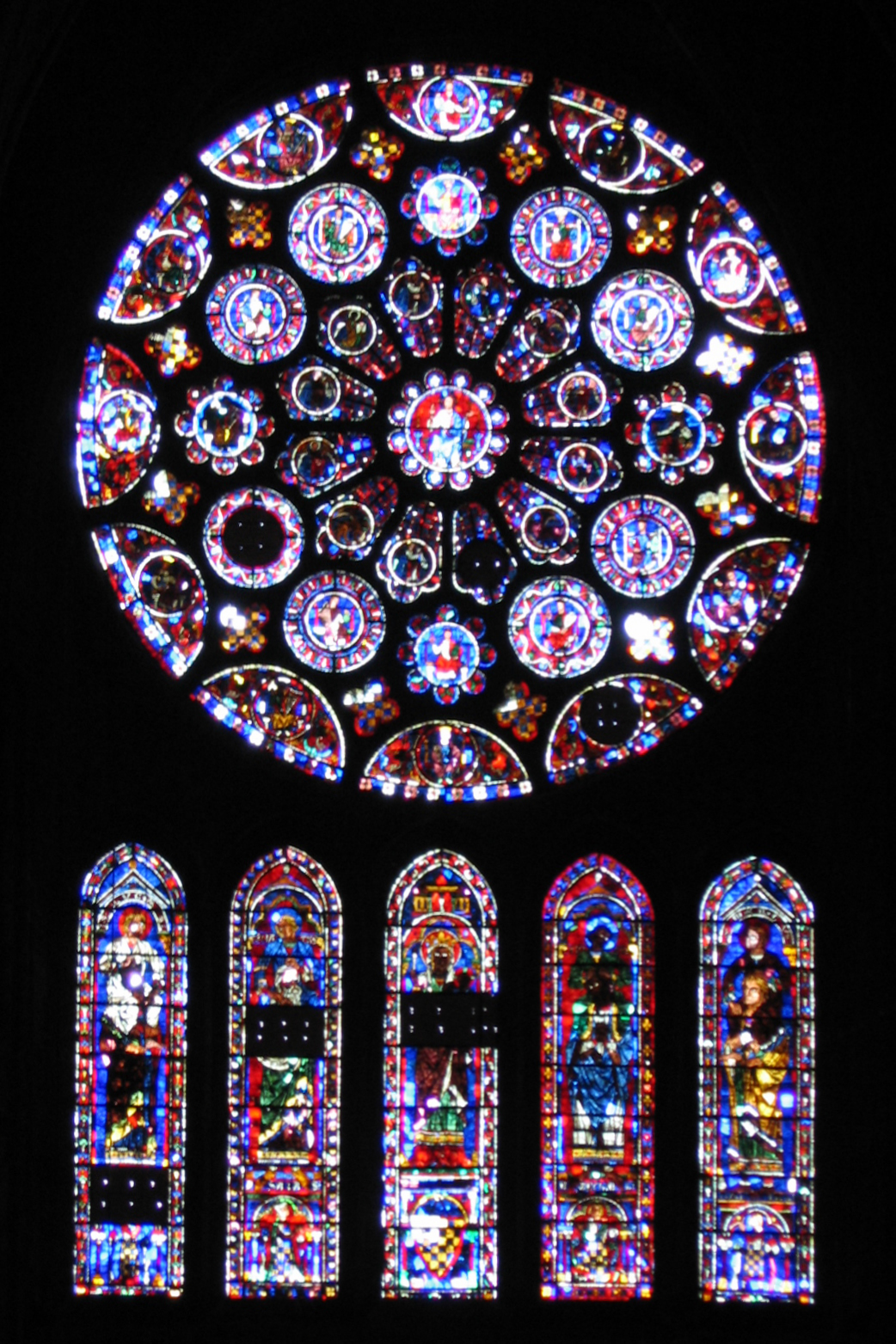
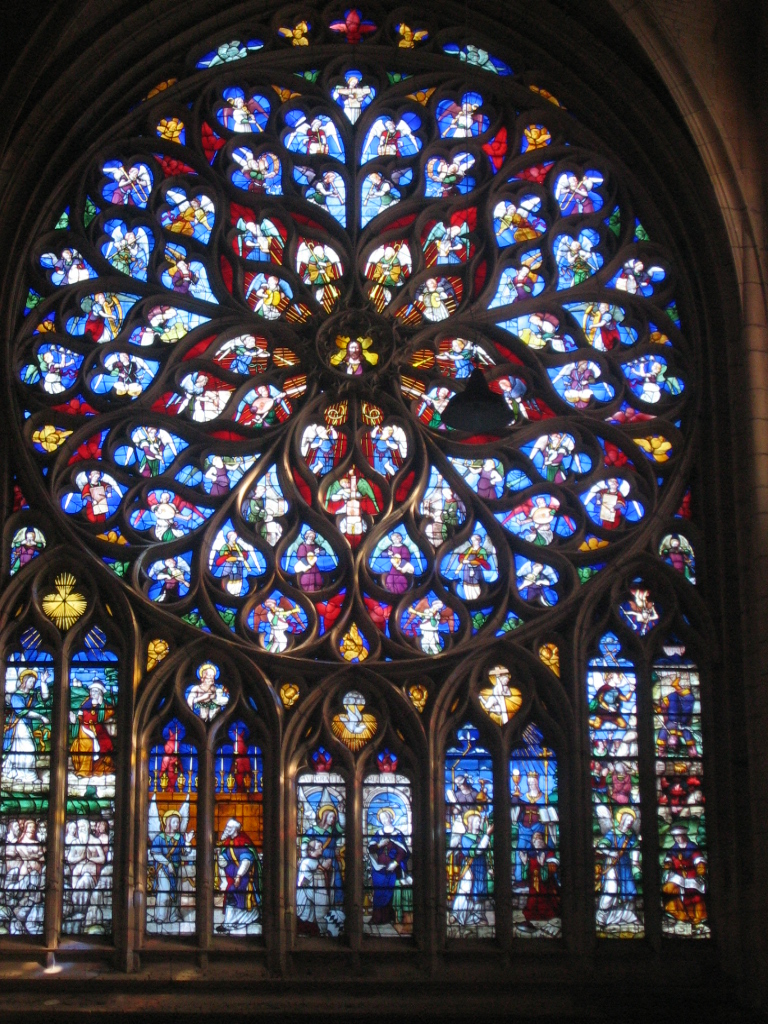
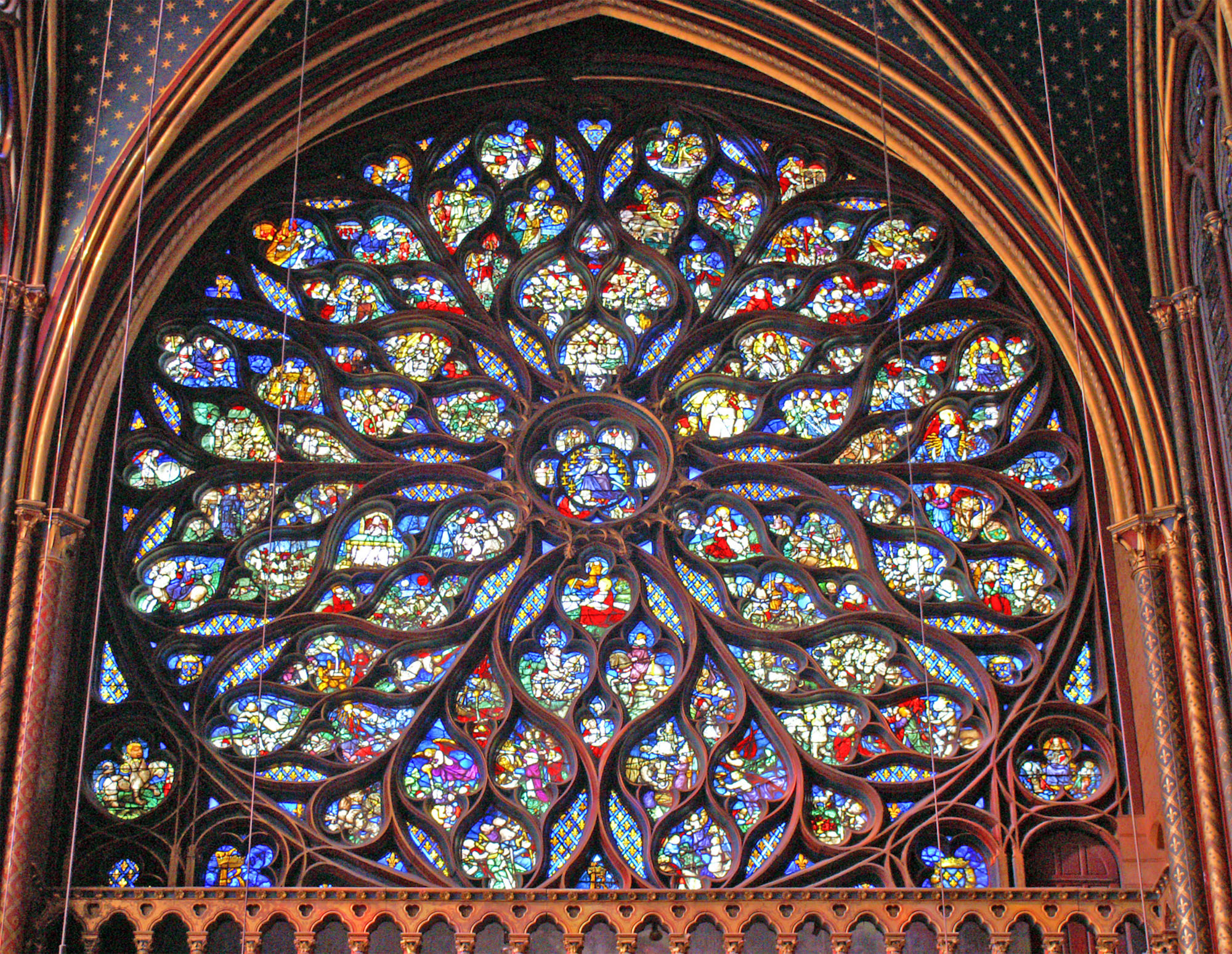
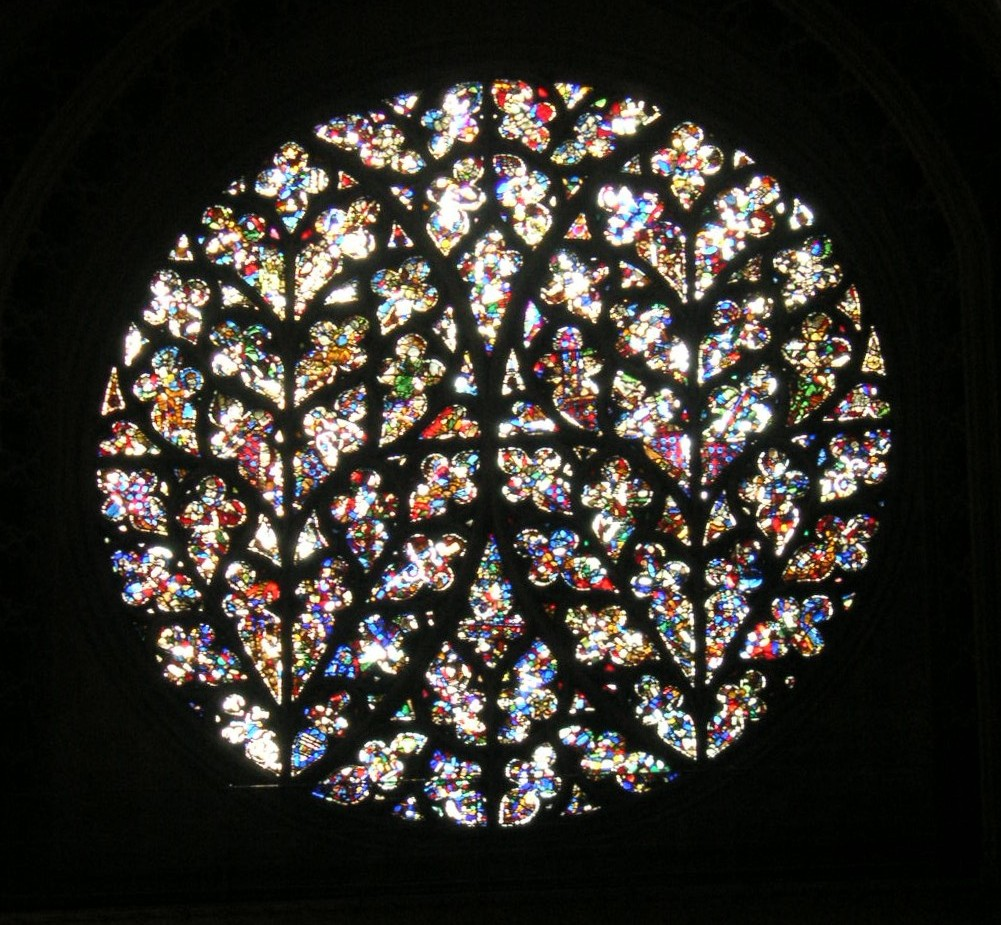
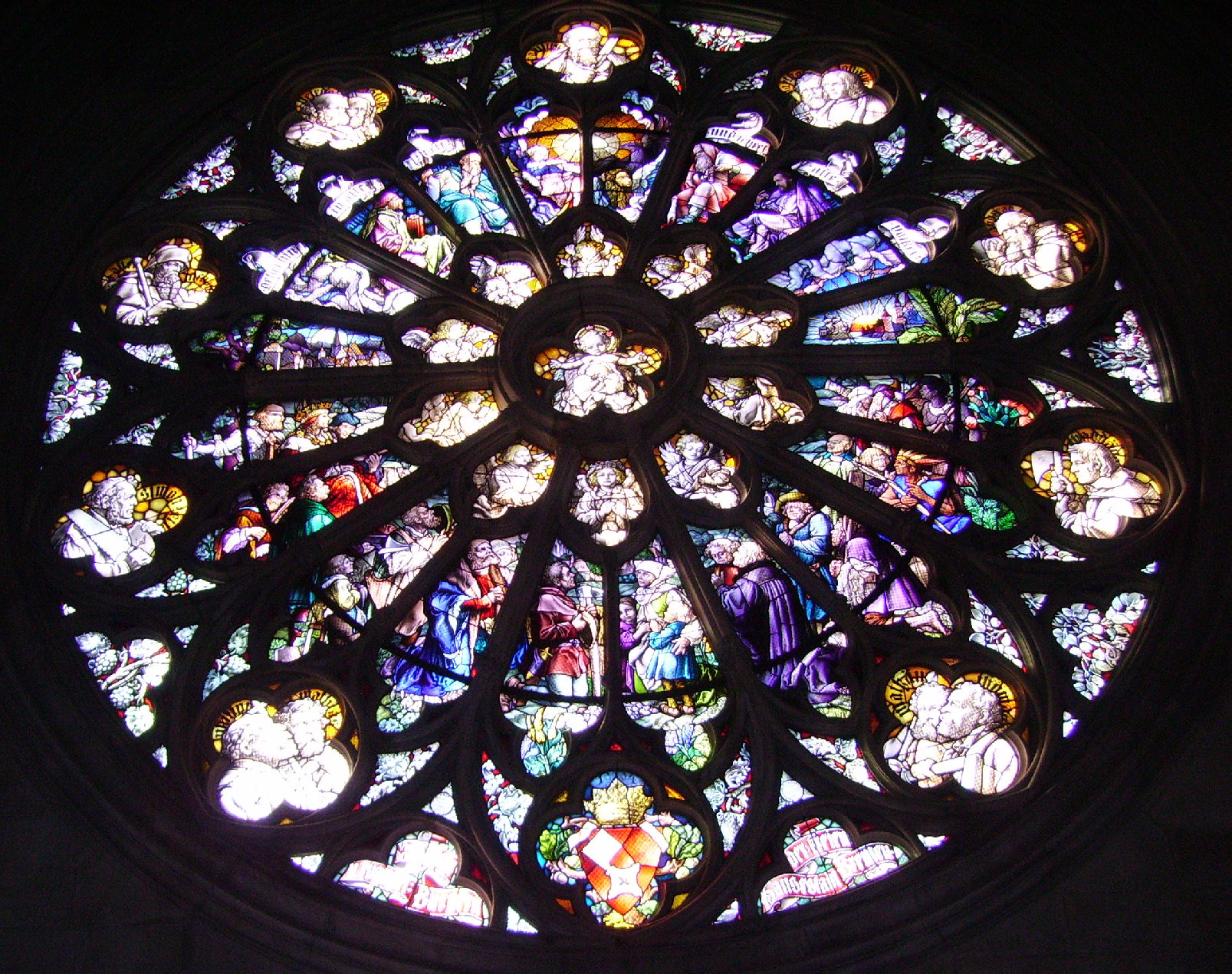
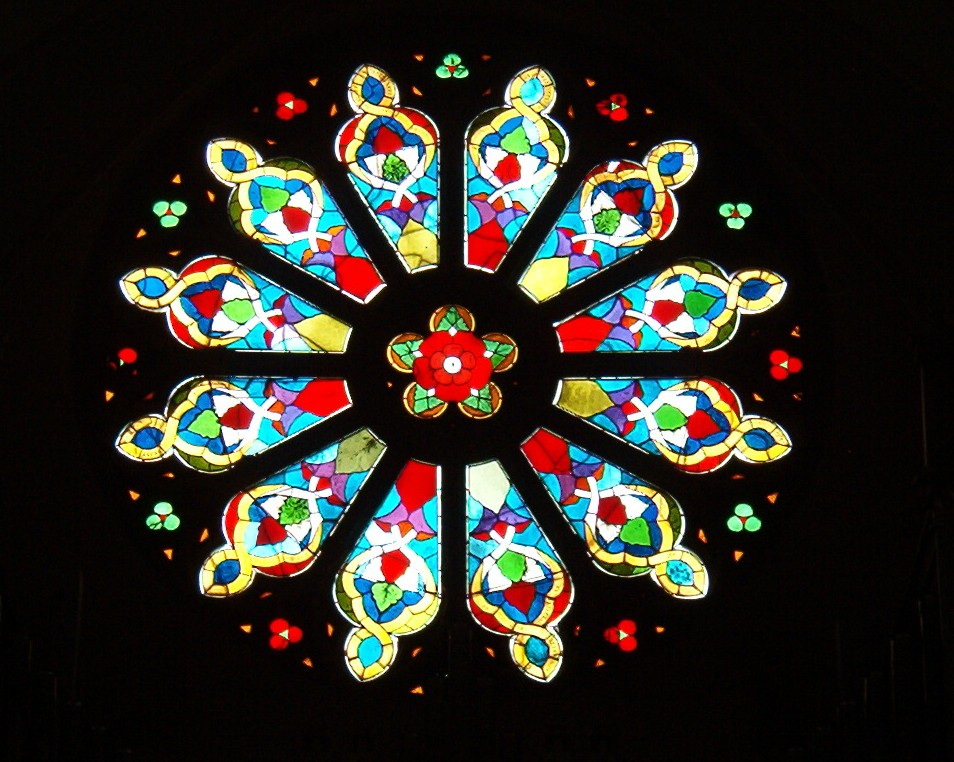
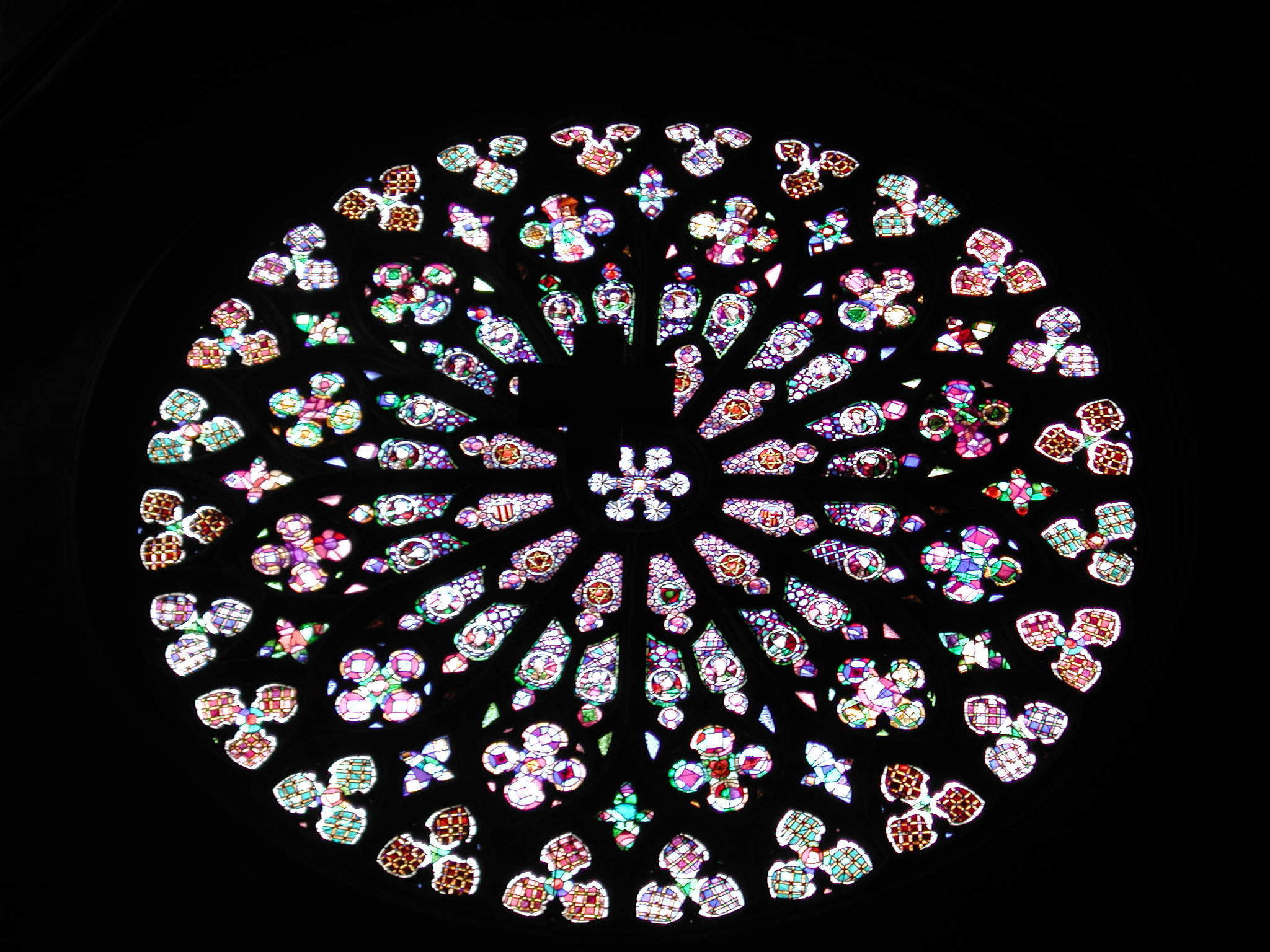
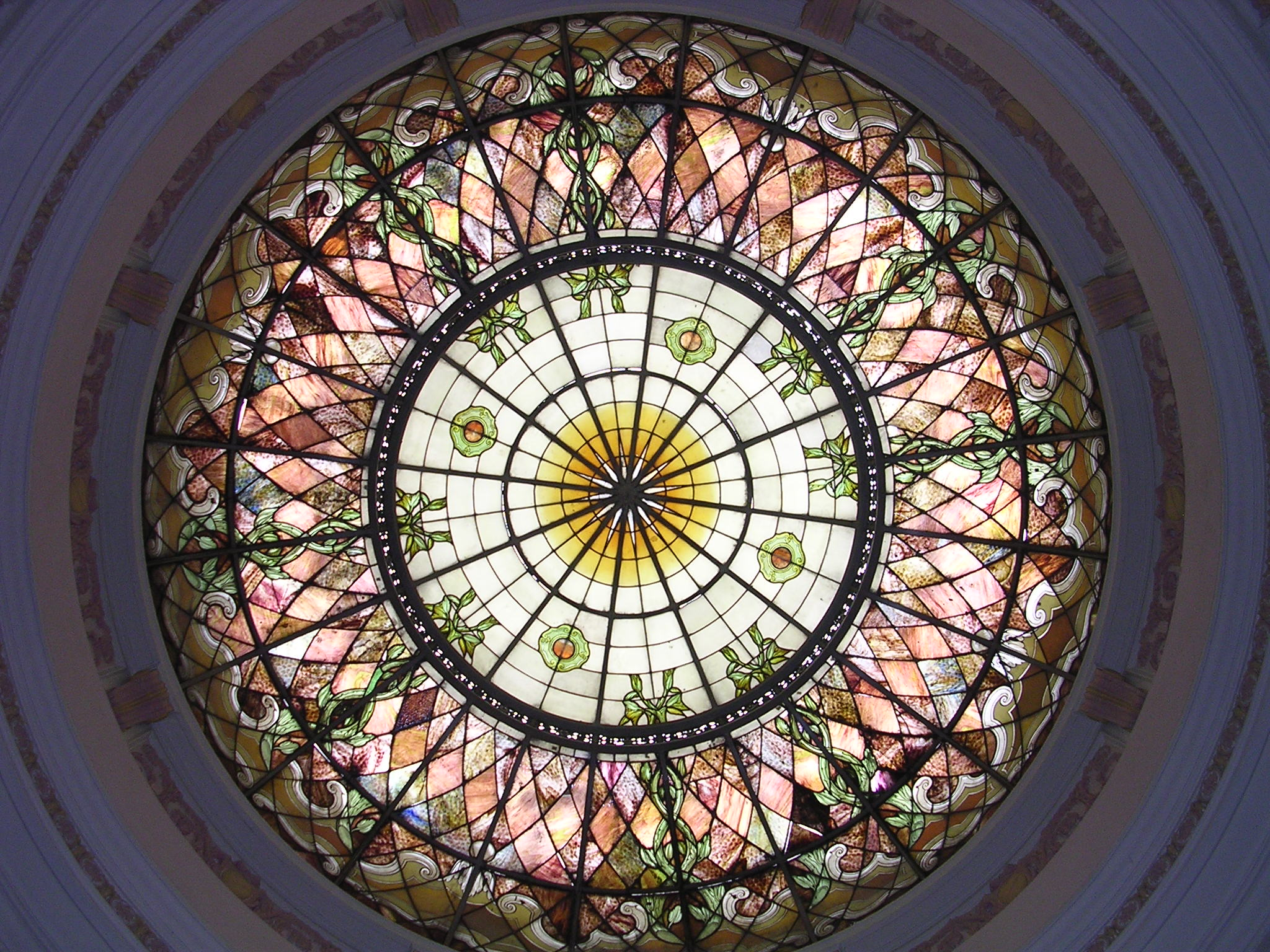
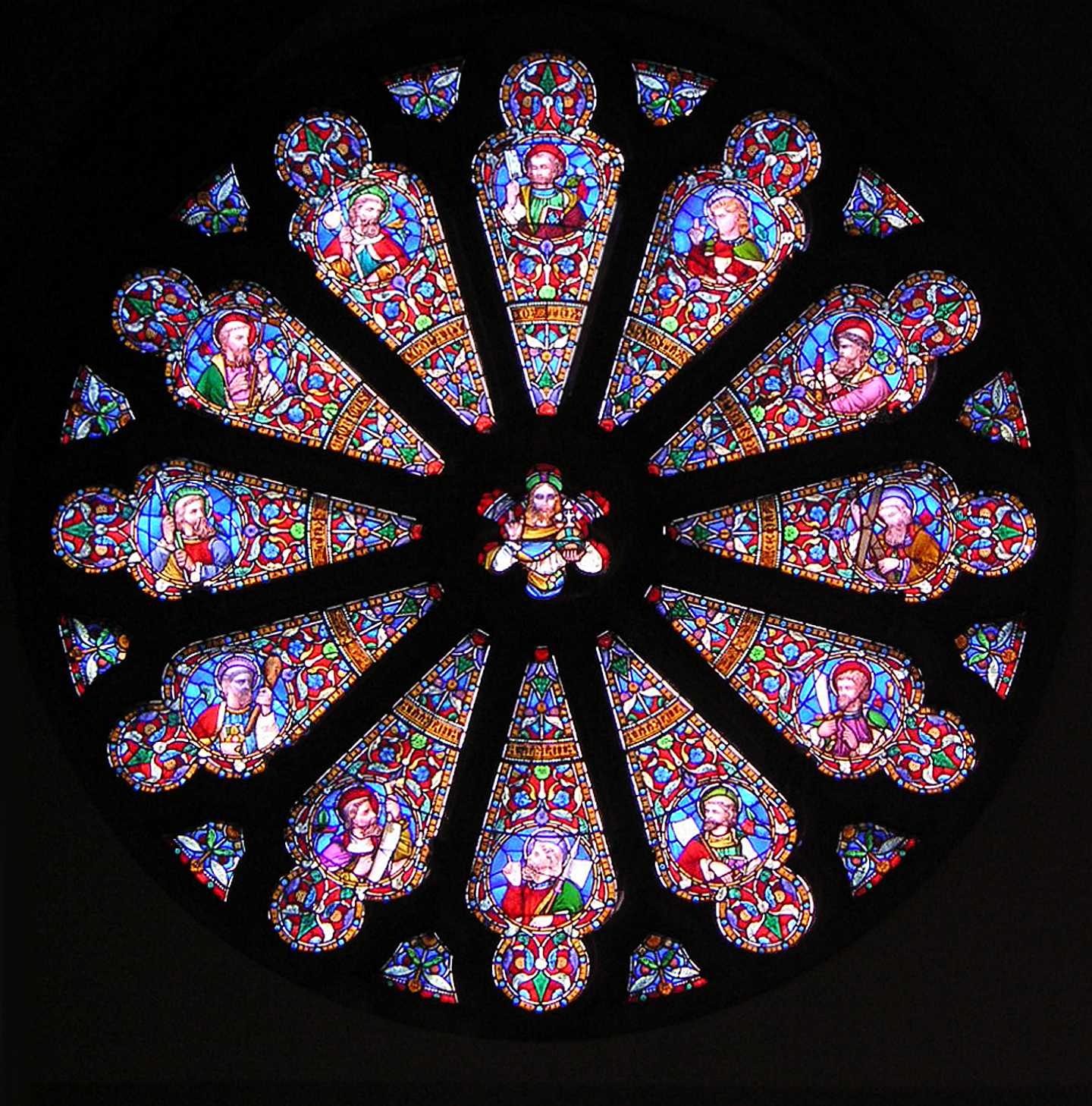
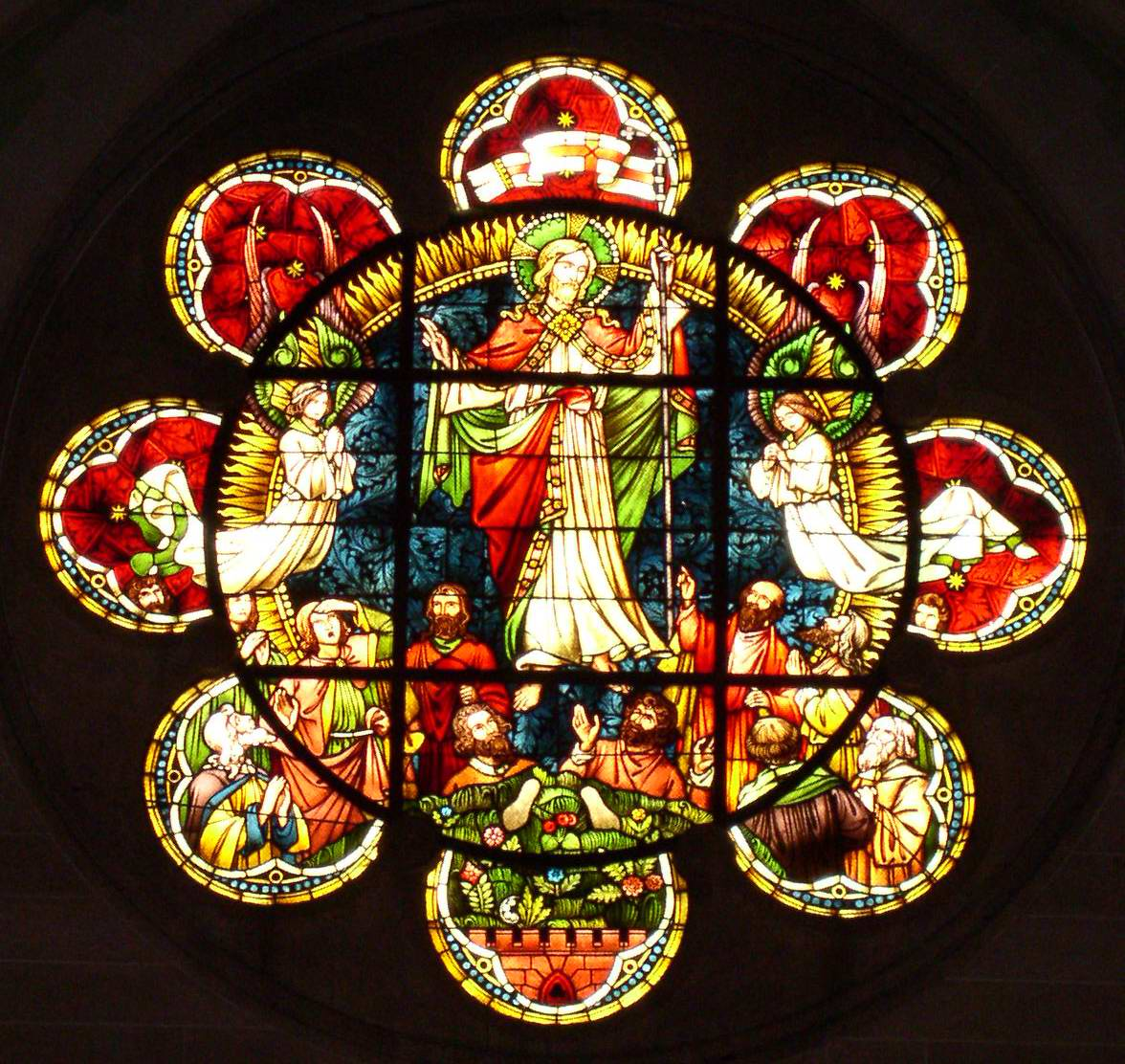
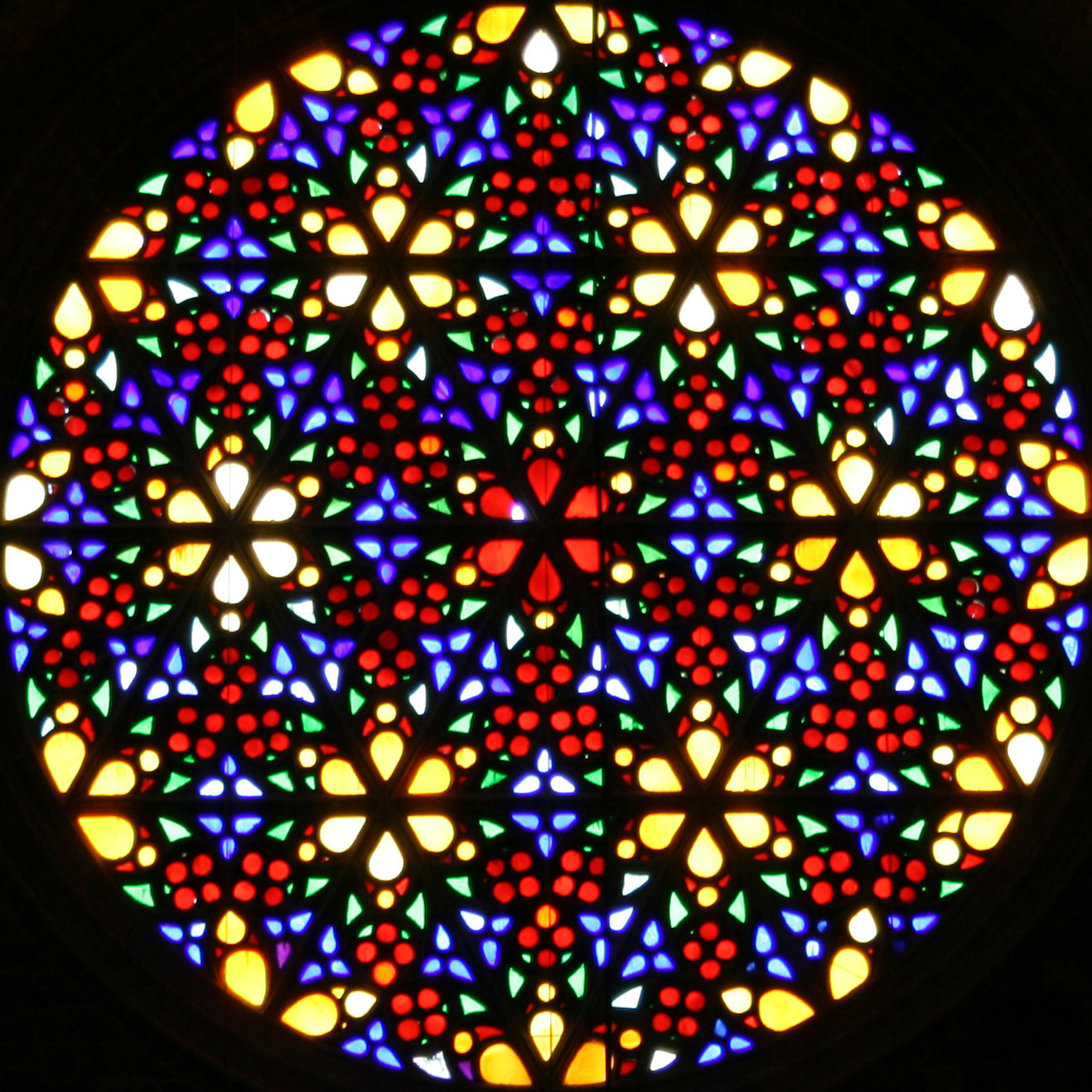
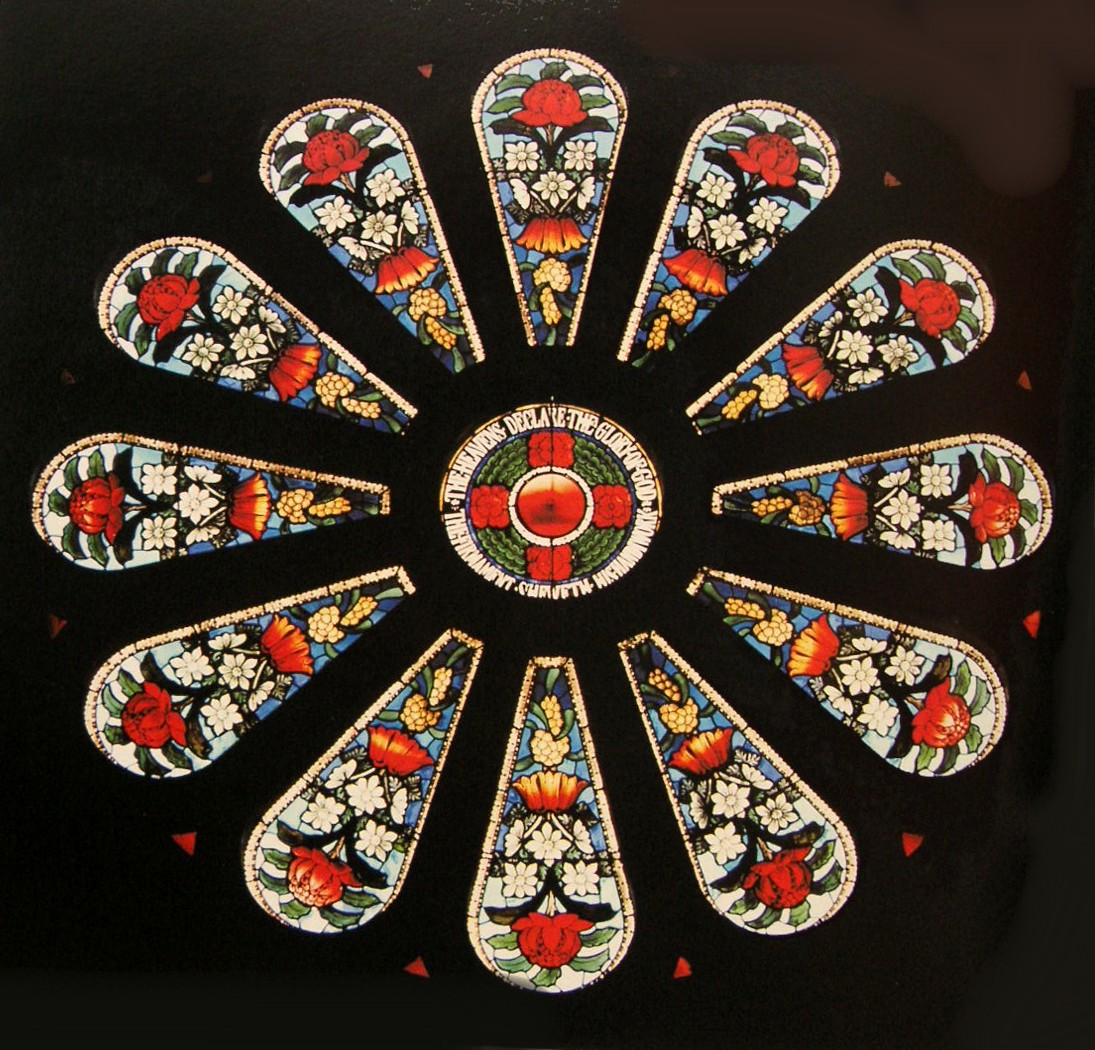
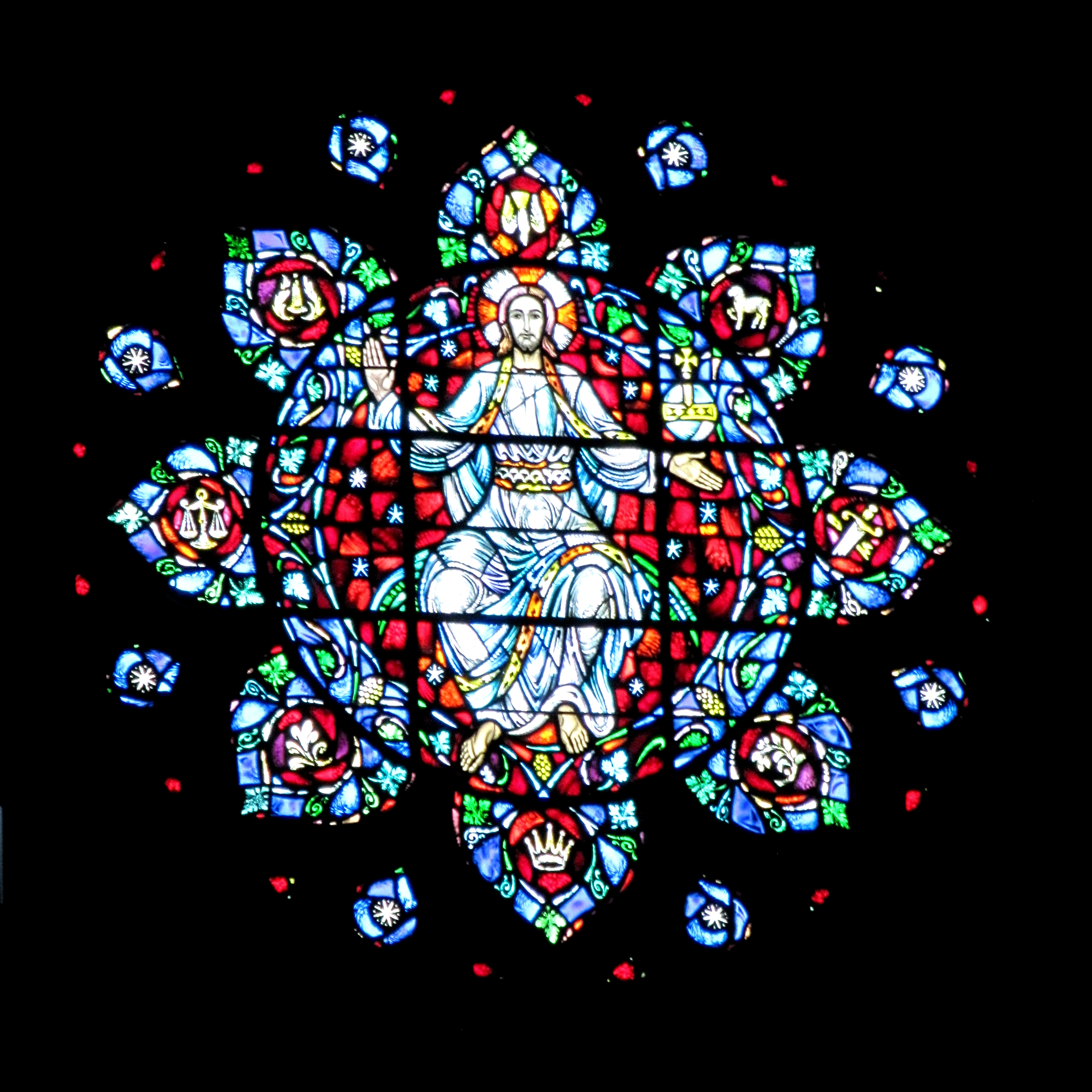

### پنجره‌های کاترین دارای چهارچوب‌های سنگی و مزین شده

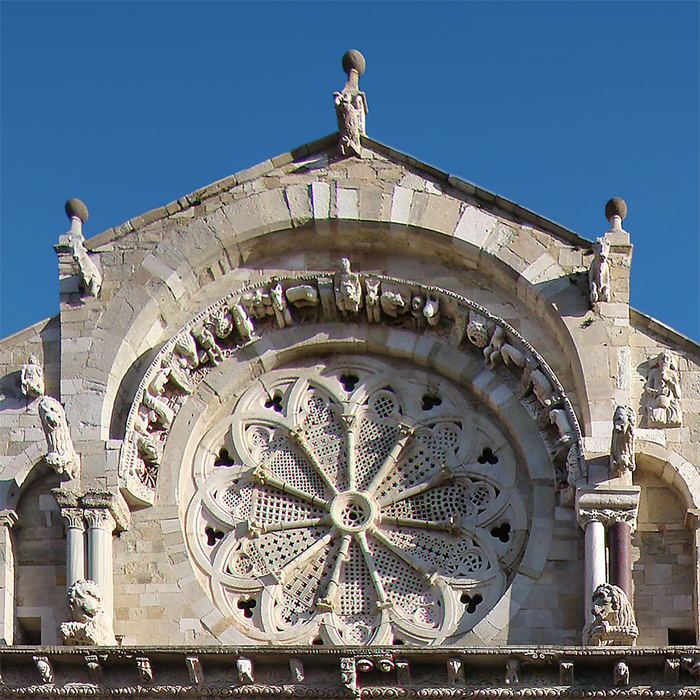
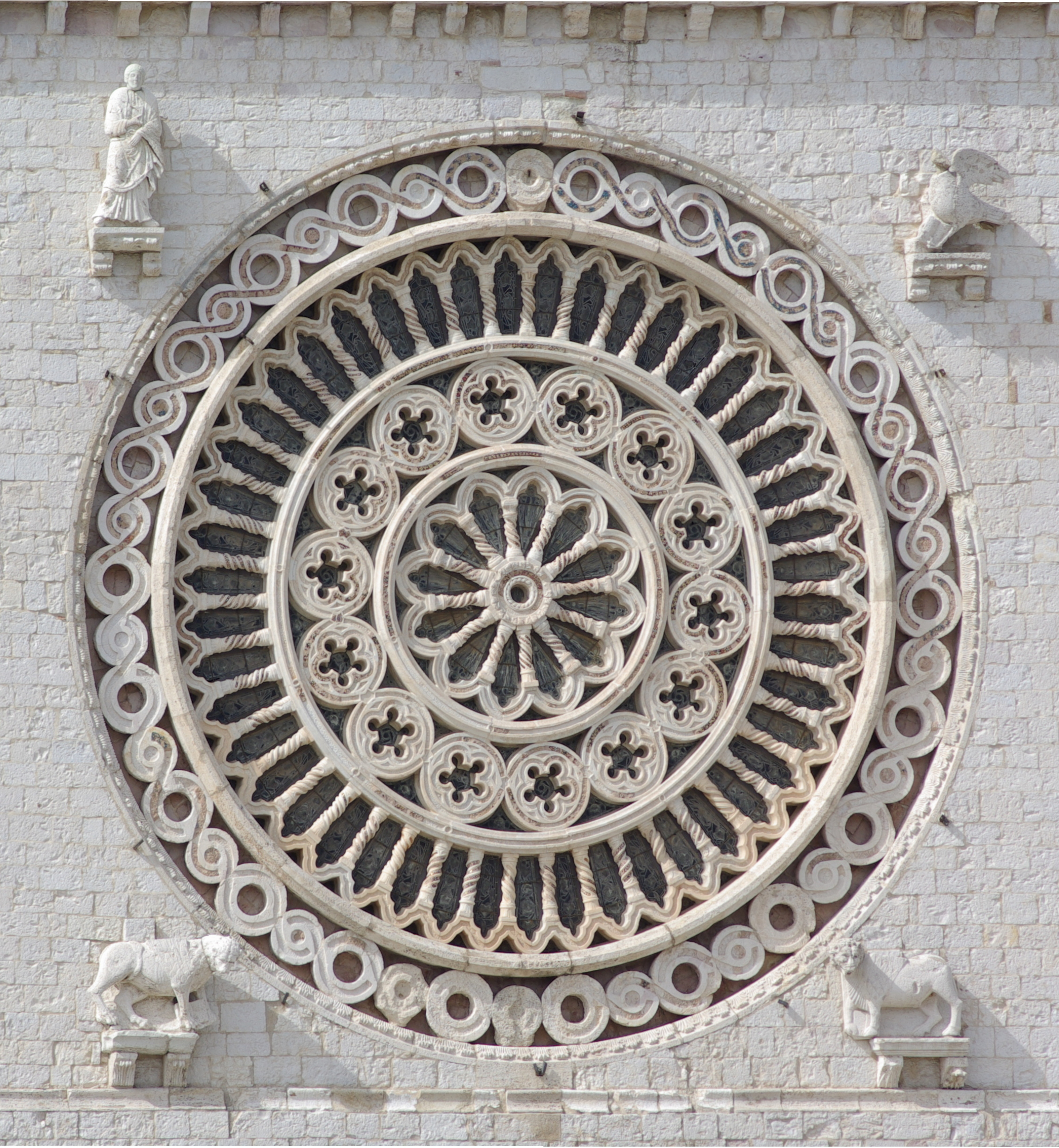
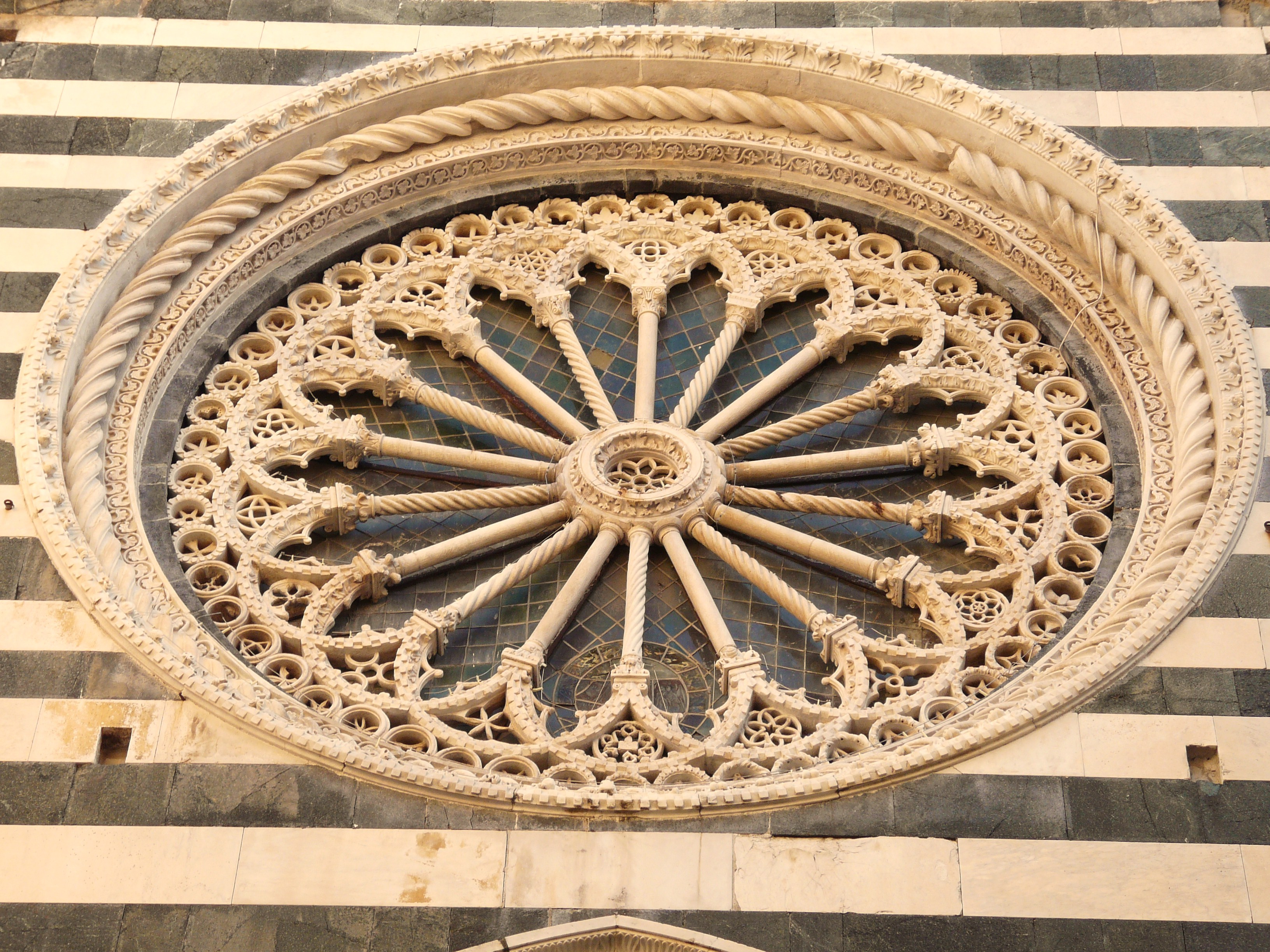
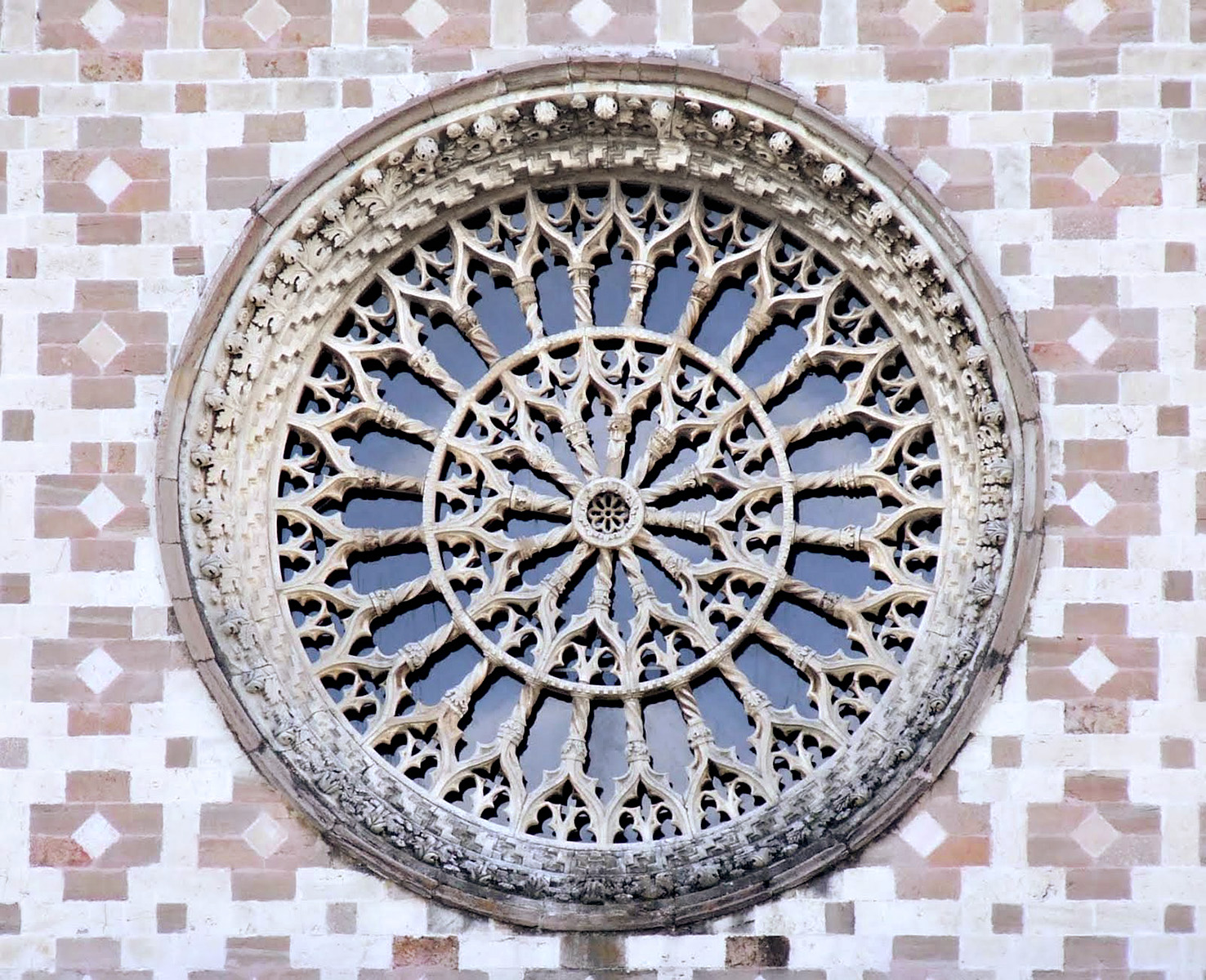
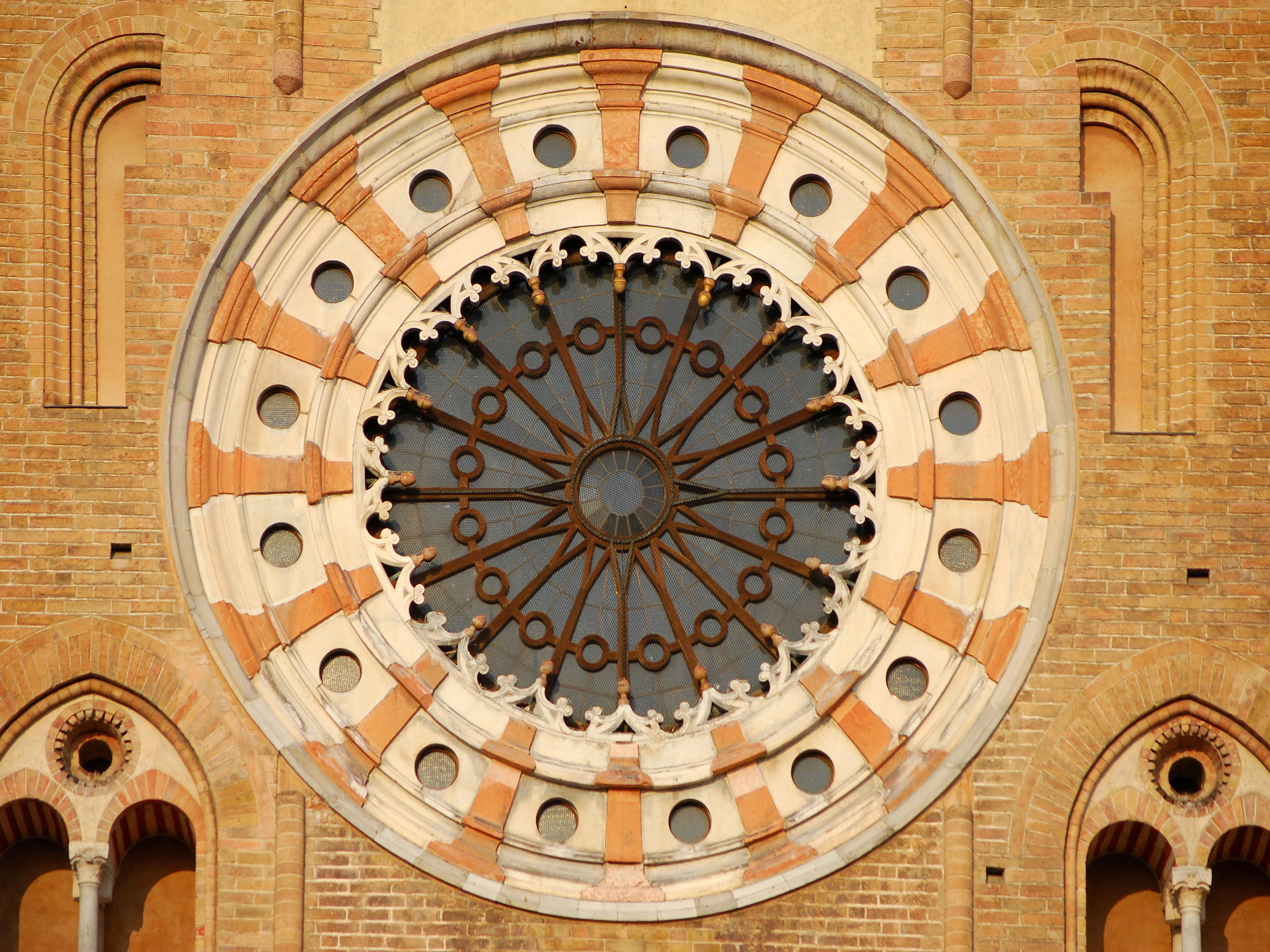